# Mesene silaris
Mesene silaris är en fjärilsart som beskrevs av Frederick DuCane Godman och Osbert Salvin 1878. Mesene silaris ingår i släktet Mesene och familjen Riodinidae. Inga underarter finns listade i Catalogue of Life.